# 海斯廷斯 (巴巴多斯)
海斯廷斯（英語：Hastings）是加勒比海岛国巴巴多斯西南海岸的一座村庄和海水浴场，行政上由基督堂区管辖，海拔高度0米，2010年人口1,500人。巴巴多斯最大的木板路理查德·海斯木板路始于这里。